# 요제프 호프만 (피아니스트)

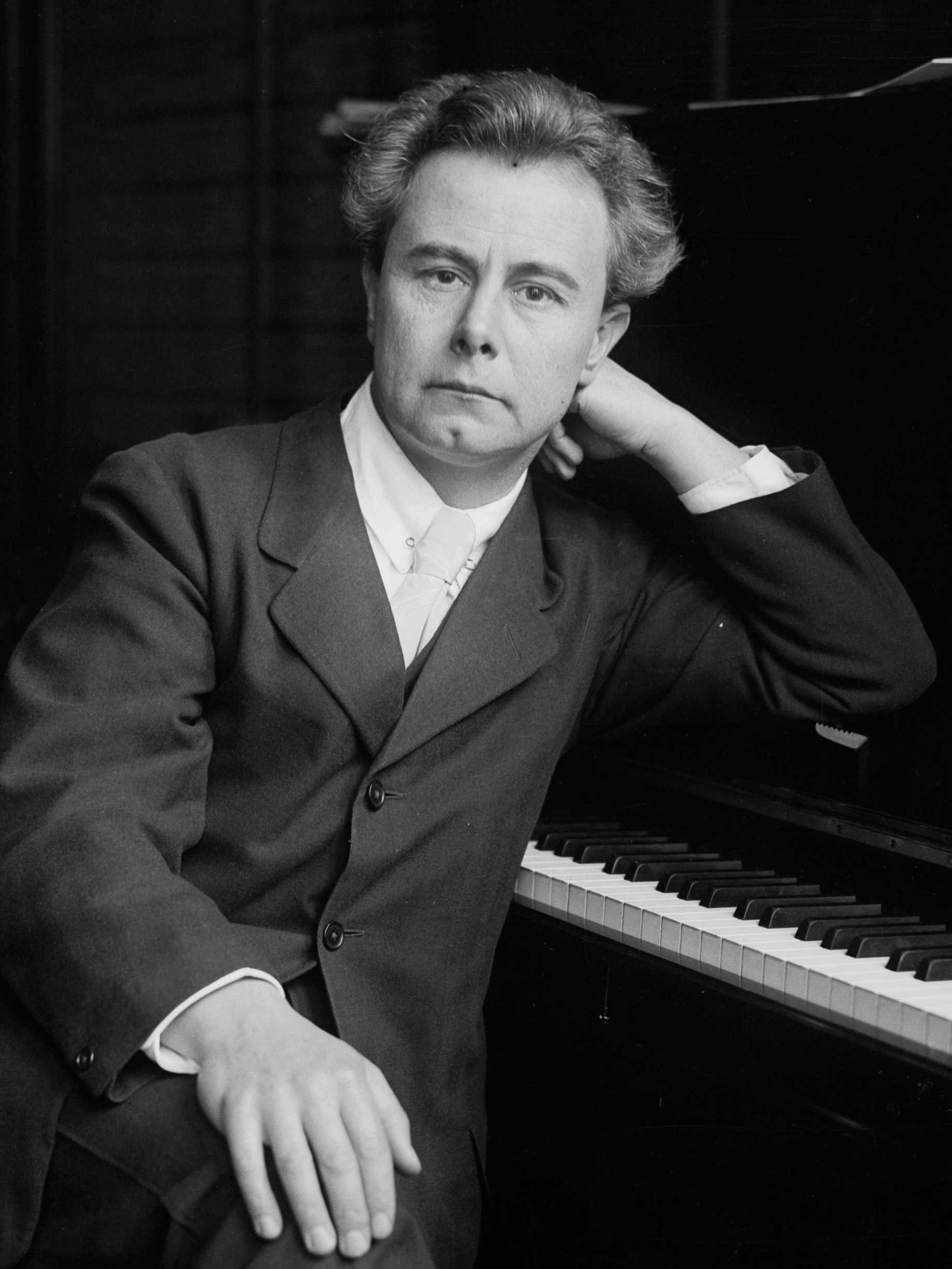

요제프 호프만(1876년 1월 20일 – 1957년 2월 16일)은 폴란드계 미국인 피아니스트, 작곡가, 음악 교사 및 발명가였다.
요제프 호프만은 1876년 오스트리아-헝가리 제국 갈리시아(현재 폴란드)(크라쿠프 지역)에서 태어났다. 그의 아버지는 작곡가, 지휘자 및 피아니스트였고 그의 어머니는 가수였다. 아들 요제프에게 음악 교육을 철저히 하기 위해 온 가족이 1886년 베를린으로 이주했다. 신동인 요제프 호프만은 5세에 바르샤바에서 데뷔 리사이틀을 열었고 유럽과 스칸디나비아 전역에서 긴 콘서트를 열었고 1887-88년 미국에서 일련의 콘서트로 정점을 찍었다. 안톤 루빈시테인은 1892년 호프만을 제자로 데려가 1894년 독일 함부르크에서 제자 데뷔를 준비했다. 호프만은 그 시대의 가장 유명한 피아니스트 중 한 명으로 향후 50년 동안 투어를 하고 광범위하게 공연했다.
작곡가로서 호프만은 두 개의 피아노 협주곡과 발레 음악을 포함하여 많은 작품을 가명으로 출판했다. 그는 1926년 미국 시민이 되었다. 1924년 커티스 음악원의 창립 당시 피아노 부서의 첫 번째 책임자가 되었으며 1927년 음악원의 이사가 되었으며 1938년까지 남아 있었다.
그는 에프렘 짐발리스트, 프리츠 라이너, 레오폴트 아우어와 같은 저명한 음악가를 커티스 음악원 교수로 모집하는 데 중요한 역할을 했다. 1938년에 그는 재정적, 행정적 분쟁으로 커티스 음악원을 떠나야 했다. 1939년부터 1946년까지 그의 예술적 명성은 부분적으로 가족의 어려움과 알코올 중독으로 인해 악화되었다. 1946년에 그는 카네기 홀에서 마지막 리사이틀을 열었고 1948년 은퇴했다.
발명가로서 호프만은 70 개가 넘는 특허를 보유하고 있었으며 자동차 및 비행기용 공압식 충격 흡수 장치의 발명은 1905년부터 1928년까지 상업적으로 성공했다. 다른 발명품으로는 와이퍼, 원유를 태우는 용광로 등이 있다.